# Léon Nicolas Brillouin
Léon Nicolas Brillouin [léon nikolá briljuèn], francoski fizik, * 7. avgust 1889, Sèvres, Seine-et-Oise, Francija, † 4. oktober 1969, New York , ZDA.
Brillouin je največ deloval na področju kvantne mehanike, razširjanja radijskih valov v ozračju, fizike trdnin in teorije informacij.
1. 1 2  SNAC — 2010.
2. ↑  Brockhaus Enzyklopädie
3. ↑  Бриллюэн Леон // Большая советская энциклопедия: [в 30 т.] — 3-е изд. — Moskva: Советская энциклопедия, 1969.
4. ↑  GeneaStar